# تولید پراکنده
تولید پراکنده، تولید نامتمرکز، انرژی نامتمرکز یا انرژی پراکنده که در زبان انگلیسی به اختصار (DG) نامیده می‌شود که مخفف (Distributed Generation) است به تولید برق از منابع کوچک انرژی گفته می‌شود.
تولید پراکنده به مواردی گفته می‌شود که برق در همان محل مصرف یا در نزدیکی محل مصرف تولید می‌شود. تولید پراکنده نیروگاه‌های مقیاس کوچکی هستند که ظرفیت حداکثری تولید آنها ۲۵ مگاوات می‌باشد. تولید پراکنده به آن دلیل به وجود آمد که در برخی از نقاط افت جریان و ولتاژ مشاهده می‌شد. این طرح جهت پرکردن این نقایص مطرح شد.
تولید پراکنده به دو دسته تولید همزمان برق و حرارت و نیز برق، سرما و حرارت (CCHP) که مخفف Combined Cooling Heat and Power تقسیم می‌شود. منظور از تولید همزمان، تولید برق در کنار صور دیگر انرژی و استفاده از همه موارد به‌طور همزمان است.
مولد تولید همزمان مولدی است که اتلاف حرارت آن مستقیماً مورد استفاده قرار گرفته یا برای تولید آب گرم، بخار یا کاربردهای دیگر بازیافت می‌شود.
از مزایای مهم تولید همزمان این است که بازده الکتریکی مؤثر آن بیش از ۱٫۵ برابر بازده نیروگاه‌های حرارتی است.
در حال حاضر، کشورهای صنعتی بیشتر برق خود را در تأسیسات بزرگ متمرکز مثل سوخت فسیلی (زغال سنگ، گاز)، هسته‌ای یا برق‌آبی تولید می‌کنند. این نیروگاه‌ها هزینه‌ها را به خوبی کاهش می‌دهند، اما برق را معمولاً به مسافت‌های دور منتقل می‌کنند و محیط زیست را تحت تأثیر قرار می‌دهند.
تولید پراکنده روش دیگر است. این روش حجم تلفات انرژی در برق منتقل شده را کم می‌کند زیرا برق بسیار نزدیک جایی که در آن مصرف می‌شود، یا حتی در همان ساختمان، تولید می‌شود. این کار اندازه و تعداد خطوط قدرتی که باید ساخته شوند را کم می‌کند.

## تاریخچه
تولید پراکنده اگرچه مفهومی نوین در ادبیات اقتصادی صنعت برق است ولی ماهیت واقعی آن چندان جدید نیست. در روزهای نخستین تولید برق، تولید پراکنده یک اصل فراگیر بود، به این گونه که اولین نیروگاه‌های برق تنها مشترکان نزدیک و همسایه خود را تغذیه می‌کردند. با توجه به این‌که شبکه‌های جریان مستقیم اولین شبکه‌های برق بودند به منظور ایجاد تعادل بین تولید و مصرف از منابع ذخیره موجود در محل مانند باتری‌ها استفاده می‌شد. بعدها و بر اثر پیشرفت فناوری (مانند به وجود آمدن شبکه‌های جریان متناوب) این امکان پیدا شد که برق در مسافت‌های طولانی انتقال پیدا کند.
اندک اندک سیستم‌های عظیم الکتریکی شامل نیروگاه هاو شبکه‌های بزرگ انتقال و توزیع به وجود آمد. تعادل بین تولید و مصرف از طریق میانگین اثر تعداد زیادی از بارهای لحظه‌ای انجام شد و امنیت این شبکه‌های بزرگ افزایش پیدا کرد به این صورت که در صورت وقوع خطا و از مدار خارج شدن یکی از منابع، دیگر منابع موجود به شبکه وظیفه جبران تولید را بر عهده می‌گرفتند.
در دهه‌های اخیر، پیشرفت‌های فناوری، تغییرات اقتصادی و مقررات زیست‌محیطی سبب شده که نسبت به مفهوم تولید پراکنده علاقه‌مندیهای فراوانی به وجود آید. آژانس بین‌المللی انرژی در سال ۲۰۰۲ اعلام کرد که این ۵ عامل اساسی در فراگیر شدن مفهوم تولید پراکنده نقش داشته‌است: توسعه فناوریهای تولید پراکنده، محدودیت در ساخت خطوط انتقال، افزایش تقاضای انرژی پایدار از سوی مشترکان، خصوصی‌سازی بازار برق و نگرانی‌های تغییرات آب‌وهوا

## اهداف استفاده از تولیدات پراکنده
اهداف استفاده از تولیدات پراکنده از دید شرکت توزیع و از دید مشترک متفاوت است.
در واقع اگر مالک DG شرکت توزیع باشد، اهداف مورد نظر می‌تواند آزادسازی ظرفیت شبکه توزیع، بهبود قابلیت اطمینان سیستم، تولید همزمان برق و حرارت، بهبود کیفیت توان و پروفیل ولتاژ و کاهش تلفات باشد.
اگر مالکیت DG در اختیار مشترک باشد، این اهداف می‌تواند فروش برق و شرکت در بازار انرژی، فروش برق به عنوان سرویس جانبی، بهبود قابلیت اطمینان خود یا تشویق‌های دریافتی از شرکت توزیع و…باشد.
متأسفانه چون مالکیت بیشتر تولیدات پراکنده در اختیار مشترکین می‌باشد، لذا شرکت‌های توزیع کنترل کمتری روی اندازه و محل نصب تولیدات پراکنده دارند. در نتیجه برای جلوگیری از تأثیرگذاری منفی تولیدات پراکنده بر پارامترهای مختلف سیستم، باید یک استاندارد کلی و جامع برای کنترل، نصب و جایابی این تولیدات وجود داشته باشد.
به‌طور کلی هدف از استفاده از منابع تولید پراکنده در شبکه‌های توزیع، تأمین تمام یا قسمتی از توان مصرفی شبکه به‌صورت تمام وقت یا پاره وقت می‌باشد که در این میان هدف اصلی تولید توان اکتیو است.

## علل رویکرد به منابع تولید پراکنده
در ساختار قدیم صنعت برق در کشورهای پیشرفته و وضعیت موجود بسیاری از کشورها، وظایف تولید، انتقال و توزیع توان بر عهده شرکت‌های برق مجتمع (VIU) بود. افزایش میزان تقاضای توان در چند سال اخیر، در بسیاری از کشورها موجب شد که این شرکت‌ها نتوانند به صورت مؤثر، جوابگوی این میزان تقاضای زیاد باشند. در نتیجه خاموشی، قطع برق و معیوب شدن تجهیزات و… در بسیاری از کشورها، به ویژه ایالات متحده صورت گرفت و به تبع آن قیمت‌ها در دوره‌های پیک به شدت بالا رفت. این در حالی بود که همراه با رشد اقتصادی کشورها که منجر به افزایش میزان انرژی مورد نیاز آن‌ها بود، مسئله کیفیت توان و قابلیت اطمینان آن نیز اهمیت پیدا نمود.
علاوه بر این، بحران نفت در سال ۱۹۷۳ موجب شد که بسیاری از کشورهایی که در صنعت خود به سوخت‌های فسیلی وابسته بودند، در پی یافتن جایگزینی مناسب برای این سوخت‌ها باشند. همچنین با افزایش آگاهی عمومی در مورد مسائل زیست‌محیطی، یافتن جایگزینی مناسب برای سوخت‌های فسیلی اهمیت بیشتری پیدا کرد. مطالعات انجام شده نشان می‌دهد که انرژی‌های تجدیدپذیر شامل انرژی خورشید، باد، آب، بیوماس، زمین گرمایی و… که از نظر زیست‌محیطی مناسب بوده، می‌توانند جایگزین مناسبی برای سوخت‌های فسیلی باشند. بدین ترتیب عواملی مانند تجدید ساختار صنعت برق، نیاز به افزایش ظرفیت سیستم و پیشرفت تکنولوژی‌ها به‌طور همزمان، پایه و اساس معرفی تکنولوژی‌های تولید پراکنده می‌باشند.
عوامل محرک فراوانی باعث افزایش تمایل به‌کارگیری سیستم‌های تولید پراکنده شده‌است که به‌طور کلی این عوامل را می‌توان در پنج گروه به شرح زیر تقسیم‌بندی نمود:
1. پیشرفت‌های صنعتی چشمگیر در ساخت و به‌کارگیری تکنولوژی‌های مرتبط
2. محدودیت‌ها موجود در احداث خطوط انتقال نیرو
3. ورود بحث بازار برق و مسائل مرتبط با آن در سیستم قدرت
4. افزایش تقاضای مشترکین برای سرویس با قابلیت اطمینان بالا
5. حساسیت بالا در خصوص آلودگی‌های محیط زیست[۴]

## مزایای اقتصادی DG از دید مشترکین
1. کاهش هزینه‌های خرید انرژی، به‌خصوص در مورد بارهای حرارتی (بخار، آب گرم و سیستم خنک‌کننده)؛ در روش تولید همزمان برق و حرارت (CHP) می‌توان بخار یا آب گرم مورد نیاز فرآیندهای مختلف را تأمین کرده یا در مواردی که نیاز به گرم سازی یا خنک سازی محیط باشد از آن استفاده کرد.
2. کاهش نگرانی‌های ناشی از نوسانات نرخ انرژی: DG به مشترکین این امکان را می‌دهد که ریسک بیشتری در بازار انرژی داشته باشند، چون که در حقیقت مشترکین با استفاده از DG خود را از این نوسانات رهایی داده‌اند.
3. افزایش قابلیت اطمینان: DG می‌تواند سبب کاهش خاموشی‌های ناشی از شبکه شود که این امر خود سبب کاهش زمان خاموشی و همچنین کاهش نگرانی‌های موجود در زمینه ایمنی می‌شود.
4. بهبود کیفیت توان: DG می‌تواند توان و انرژی با کیفیت بالا به مشترکین تحویل دهد و لذا این امر سبب کاهش یا از بین رفتن نگرانی‌های موجود در زمینه نوسانات ولتاژ شبکه و هارمونیک‌هایی می‌شود که بر روی بارهای حساس مشترکین تأثیر می‌گذارد.

۵- منبع جدید درآمد: DG این امکان را به مشترکین می‌دهد که بتوانند انرژی تولیدی خود را به فروش رسانده یا حالت کمکی برای بازاریابی داشته باشد.

## مزایای اقتصادی DG از دید شرکت توزیع الکتریکی
1. جلوگیری از افزایش ظرفیت شبکه: DG به عنوان یک منبع کمکی و اضافی به تأمین انرژی می‌پردازد و لذا می‌تواند تا حدودی شرکت توزیع را از ایجاد سیستم جدید تولید، انتقال و توزیع بازدارد.
2. کاهش تلفات الکتریکی در بخش انتقال و توزیع: با نصب DG، شبکه انتقال و توزیع به منظور حمل و ارائه انرژی به مشترکین کوچکتر شده و لذا تلفات نیز کاهش می‌یابد.
3. به تأخیر انداختن و به روزآوری شبکه‌های انتقال و توزیع: با استفاده از DG، شرکت‌های توزیع می‌توانند جوابگوی رشد بار بوده و لذا با تأخیر زمانی نسبت به بهبود ظرفیت اقدام کنند.
4. تأمین توان راکتیو: برخی تکنولوژی‌های DG مانند موتورهای رفت و برگشتی می‌توانند تولید توان راکتیو کنند. این امر سبب کمک به تقویت و پایداری ولتاژ شبکه می‌شود.
5. کاهش تراکم دیماند و انتقال انرژی: با نصب سیستم تولید توان در محل مصرف یا نزدیک به آن، طول مؤثر شبکه انتقال و توزیع افزایش می‌یابد و ظرفیت شبکه برای جوابگویی به سایر مشترکین آزاد می‌شود.
6. پیک سائی: DG می‌تواند سبب کاهش دیماند مشترکین در ساعات اوج مصرف شود که این امر سبب کاهش هزینه‌ها خواهد شد.
7. کاهش حاشیه رزرو: با نصب DG میزان دیماند کلی شبکه پایین آمده و ظرفیت تولید بهبود می‌یابد و لذا نیاز به رزرو کمتری در شبکه است.
8. بهبود کیفیت توان: با نصب DG، اثرات منفی کیفیت توان از جمله ولتاژ و فرکانس نامطلوب در شبکه کاهش می‌یابد.

۹- افزایش قابلیت توان: استفاده از DG می‌تواند سبب کاهش یا حذف خاموشی در نقاط معینی از شبکه توزیع شود.

## معایب استفاده از تولیدات پراکنده
علیرغم تمام مزایای DG باید توجه خاصی به اثرات منفی احتمالی آن روی شبکه توزیع داشته باشیم که شاید بیشترین این تأثیرات، مسائل مربوط به سطح ولتاژ و هماهنگی حفاظتی باشد.
همچنین موجب پیچیده شدن شبکه و در نتیجه توسعه سیستم حفاظت شبکه شده و نیز بهره‌برداری و کنترل شبکه را نیز مشکل می‌سازد.
اتصال DGها به شبکه باعث ایجاد هارمونیک در شبکه و کاهش امپدانس اتصال کوتاه می‌شود. ضمناً اگر در هنگام خاموشی، DG متصل به شبکه به صورت جزیره ای کار کند می‌تواند برای تعمیرکاران شبکه خطرناک باشد.